# Тропска фрамбезија
Тропска фрамбезија позната и као малинасте богиње је хронична тропска инфекција коже, костију и зглобова узрокована бактеријом из рода спирохета (лат. Treponema pallidum pertenue), која и поред тога што подсећа на клицу изазивача сифилиса, не спада у венеричну болест.) . Обољење је ретко смртоносно, али уколико се не лечи може имати за последицу трајну неспособност, деформације и унакажење.

## Историја
Страница из хирурга Џона О’Нила, илустрованог часописа о болестима на Западном обали Африке, написаног током свог времена на ХМ Гун Боат Децои-у. Дијаграми боја који показују "типичан случај Фрамбоесиа или Иавс". Датум: 1874
Испитивање посмртних остатака Хомо еректусa из Кеније, старих од око 1,6 милиона година, открили су промене типичне за тропску фрамбезију. Генетичка анализа фрамбезије и њеног узрочника бактерије - Treponema pallidum pertenue - довела је до закључка да је фрамбезиј једна од четири најстарије познате болести из групе спирохета, па се сматра да су се све остале подврсте Treponema pallidum вероватно развиле из Treponema pallidum pertenue .
Верује се да је фрамбезија потекла из тропских подручја Африке и потом се ширила у друге тропске крајеве света путем имиграције и трговине робовима. У Европу су Фрамбезија из Африке вероватно импортовали у 15. веку, европси трговаца и истраживачи Африке.
Први недвосмислени опис болести начинио је холандски лекар Вилијем Писо. Следио је питом опис фрамбезије из 1679. године, откривене међу афричким робовима, од стране Томаса Сиденхама у његовој посланици о венеричним болестима, који је сматрао да је то исте болести као и сифилис.
Узрочник фрамбезије откривен је 1905. године од стране Алда Кастеланија у улкусима пацијената оболелих од фрамбезије на Цејлону.
Верује се да је садашње име пореклом са Кариба, yaya — што у дословном преводу значи „рањав”.

## Епидемиологија
Тропска фрамбезија је честа у најмање 14 тропских земаља од 2012. Обољење се јавља само код људи. Током 1950-их и 1960-их година Светска здравствена организација (СЗО) је скоро искоренила тропску фрамбезију. Од тада се број случајева повећао и СЗО поново окушава да искорени болест до 2020. Према последњим проценама број особа инфицираних особа је већи од 500 000, 1995 године. Иако је први опис болести, 1679, дао Вилем Писо, археолошки докази говоре да је тропска фрамбезија била присутна код људи чак и пре 1,6 милиона година.

## Етиопатогенеза
Тропска фрамбезија се преноси директним контактом са течношћу из лезија инфициране особе. Тај контакт је обично несексуалне природе. Обољење је најчешће код деце која га преносе заједничким играњем. Друге сродне трепонемалне болести су бејел (Treponema pallidum endemicum), pinta (Treponema pallidum carateum), и сифилис (Treponema pallidum pallidum).

## Клиничка слика
Обољење започиње са округлом, тврдом отеклином коже пречника од 2 до 5 ценмиметара. Центар отеклине може да пукне и направи чир. Та почетна лезија коже се у већини случајева залечи после три до шест месеци. Након неколико недеља, па чак и година, зглобови почињу да буду болни, замор се може јавити, и може доћи до појаве нових лезија на кожи. Кожа надланови рукама и стопалама могу да задебљају и да пукну. Може доћи до деформациије костију (посебно оних у носу). Након пет или више година може доћи до појаве изумирања великих делова коже пропраћеним појавом ожиљака.

## Дијагноза
Тропска фрамбезија се обично дијагностикује појавом лезија. Тестови антитела крви могу бити корисни али не могу да издвоје претходне од тренутних инфекција. Ланчана реакција полимеразом (PCR) је најпрецизнији начин за дијагнозу.

## Терапија
Трепонема се углавном успешно лечи антибиотицима укључујући: азитромицина орално или бензатин бензипеницилина
У акутној фази болест се лечи интрамускуларним давањем од 1,2 милиона јединица бензатинпеницилина у једној дози дневно, у току 7 до 10 дана. Деца лакша од 45 kg лече се применом 600.000 јединица пеницилина у једној дози дневно.
Код алергичнх на пеницилин може се применити један од тетрациклинских препарата у дози од 0,5 грама на сваких 6 сати у току 10 дана и Клоразен 40 мг интравенски, једном недељно у току 3 до 6 недеља.
Без лечења, у 10% случајева долази до физичких деформитета.

## Превенција
Делимично, превенција се постиже лечењем оних који су оболели и тиме се смањује ризик од преношења. Зато јавно здравствене мере укључују активно тражење и лечење болесника и ризичних група у породици и међу децом бензатинпеницилином.
Тамо где је обољење ендемско, спроводи се лечење целокупне популације. Унапређење санитарних услова и нивоа чистоће такође умањује ширење болести.